# ТЭЦ Гдыня-3
ТЭЦ Гдыня-3 (ЭС-3) – теплоэлектроцентраль, которая обогревает одноименный город на севере Польши.
В 1936 году в Гдыне была введена в эксплуатацию первая электростанция, которую в 1942 году, во время немецкой оккупации, дополнили второй ТЭС. Они проработали более половины столетия и были выведены из эксплуатации в 1996 и 1997 годах соответственно. На тот момент в городе уже действовала ТЭЦ Гдыня-3, которая начала работу в 1974 году как котельня на мазуте с двумя паровыми котлами OO-70 мощностью по 47 МВт производства компании Fakop (Сосновец). В следующем году их дополнили двумя водогрейными котлами PTWM-50 мощностью по 58 МВт советского производства (также рассчитанными на мазут), а в 1978 году стал действовать угольный водогрейный котел WP-120 с показателем 140 МВт, поставленный компанией Rafako (Рацибуж).
В 1980 году площадка Гдыня-3 была преобразована в теплоэлектроцентраль, которая имела блок типа BC-50 с угольным котлом ОР-230 производства Rafako и турбиной 13UP55 номинальной мощностью 55 МВт, поступившей от Zamech (Эльблонг). В 1990 году ТЭЦ была дополнена вторым таким же блоком, после чего ее электрическая и тепловая мощность достигли 110 МВт и 547 МВт соответственно.
По состоянию на середину 2010-х годов один из котлов PTWM-50 уже был выведен из эксплуатации, а в 2019 году тепловая мощность станции уменьшилась еще больше и составляла 462 МВт.